# Center (hokej na ledu)
Center (tudi Centralni napadalec) je hokejski igralni položaj v napadu.
Centri praviloma v napadu igrajo v centralnem prostoru pred golom, stran od ograde, po čemer je položaj dobil ime. Morajo biti zelo fleksibilni in se dobro postavljati, saj pokrivajo več prostora kot kateri koli drug igralec. Centri so običajno hokejisti, ki lahko hitro drsajo, saj je njihova naloga ovirati izgradnjo napada nasprotnega moštva v srednji ali celo napadalni tretjini. V napadu se postavijo pred nasprotnega vratarju in mu s tem zastirajo pogled ko npr. eden od branilcev strelja od daleč, v zadnjem trenutku pa se odmaknejo ploščku, ali pa s palico spremenijo smer njegovega leta. Pred golom tudi čakajo na odbite ploščke, torej ploščke, ki jih vratar po strelu ne uspe zadržati, ampak jih le odbije. V obrambi centri igrajo pred in občasno tudi za svojim golom. Dodatna naloga, ki jo praviloma opravljajo, je tudi borba za plošček v bulijih. 